# Келугереній-Векі
Келугереній-Векі, Келугерень, Келугерені (рум. Călugărenii Vechi) — село у повіті Ботошані в Румунії. Входить до складу комуни Унгурень.
Село розташоване на відстані 389 км на північ від Бухареста, 19 км на північ від Ботошань, 108 км на північний захід від Ясс.

## Населення
За даними перепису населення 2002 року у селі проживала 401 особа, усі — румуни. Усі жителі села рідною мовою назвали румунську.